# Mike Kavekotora

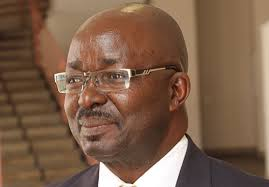
Kavekotora (2019)

Mike Kamboto Ratoveni Kavekotora (* 10. Oktober 1956 in Ombazu, Südwestafrika) ist ein namibischer Politiker der Rally for Democracy and Progress (RDP). Er wurde am 1. Juni 2019 zum Parteivorsitzenden der ehemals größten Oppositionspartei des Landes gewählt. Zuvor war er Generalsekretär der Partei.
Kavekotora ging als gemeinsamer Kandidat der RDP und Christian Democratic Voice Party (CDV) in die Präsidentschaftswahl 2019. Hier erhielt er 0,4 Prozent der Stimmen. Fünf Jahre später kam er auf 0,27 Prozent der Stimmen.
Seit 2015 ist Kavekotora Abgeordneter der RDP in der Nationalversammlung. Er hat einen MA Entwicklungswirtschaft der Long Island University und einen BSc in Buchführung des Mercy College, beide in New York.